# Лейзор, Энни
Энни Лейзор (англ. Annie Lazor; род. 17 августа 1994, Детройт) — американская пловчиха, специализирующаяся на брассе, трёхкратная чемпионка Панамериканских игр 2019, бронзовый призёр в заплыве 200 метров на Летней Олимпиаде 2020.

## Карьера
Начала карьеру в 2010 году, дебютировав на чемпионате страны по плаванию, где заняла 44-е место, последующие несколько лет на чемпионатах страны занимала места за пределами первой десятки, но в 2014 и 2015 годах сумела стать восьмой, а в 2018 году заняла на чемпионате страны третье место.
В том же году выиграла заплыв 200 метров брассом на чемпионате мира по плаванию на короткой воде.
Выступала в 2019 году на Панамериканских играх, где выиграла три золотые медали.
В 2021 году на перенесённых из-за пандемии коронавируса с 2020 на 2021 год Летних Олимпийских играх 30 июля 2021 года стала третьей в заплыве 200 метров брассом. В финале она проиграла пловчихе из ЮАР Татьяне Скунмакер, выигравшей заплыв с мировым рекордом и своей соотечественнице Лилли Кинг.